# 30 Dywizjon Artylerii Ciężkiej (II RP)

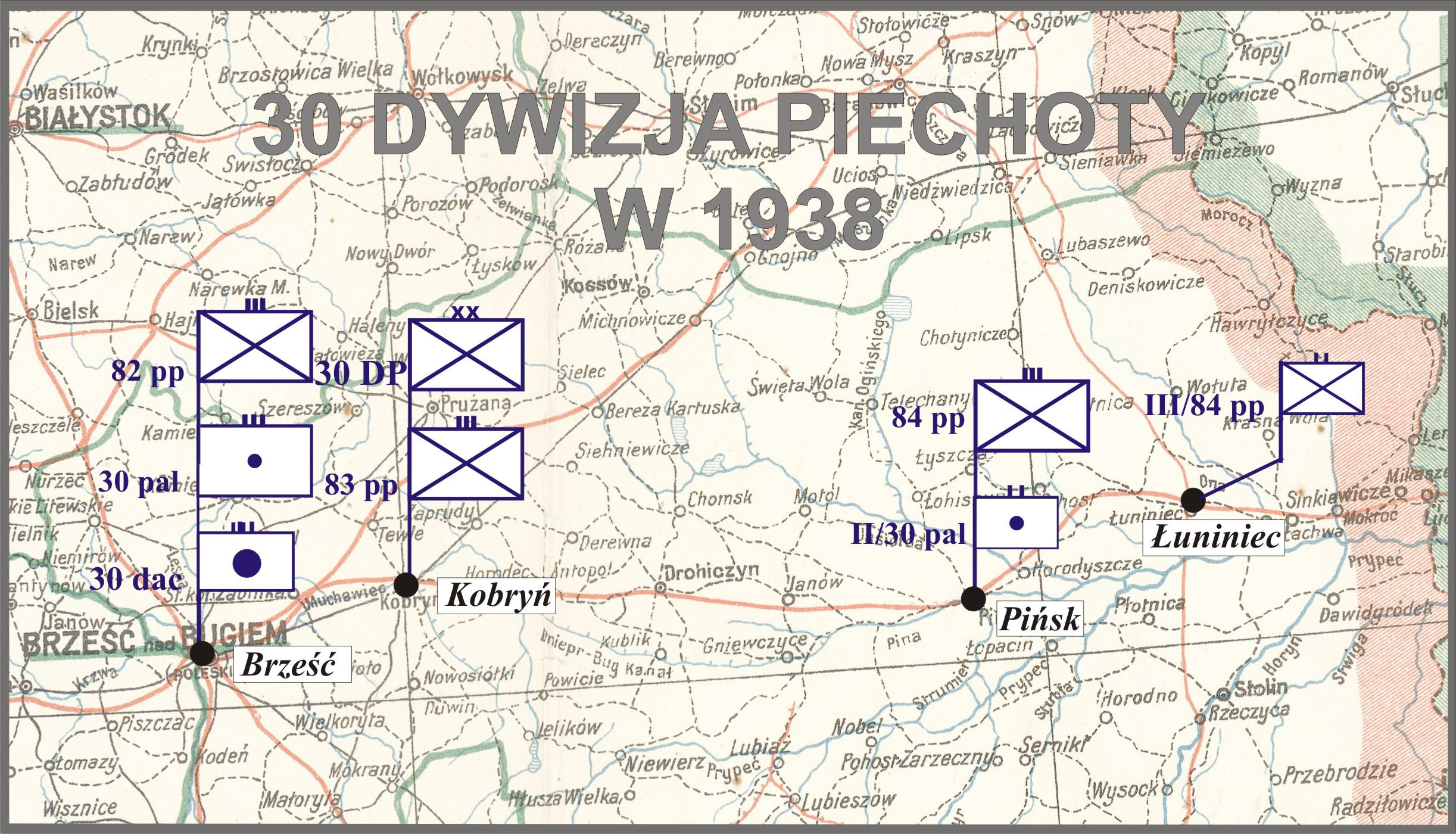
30 DP w 1938

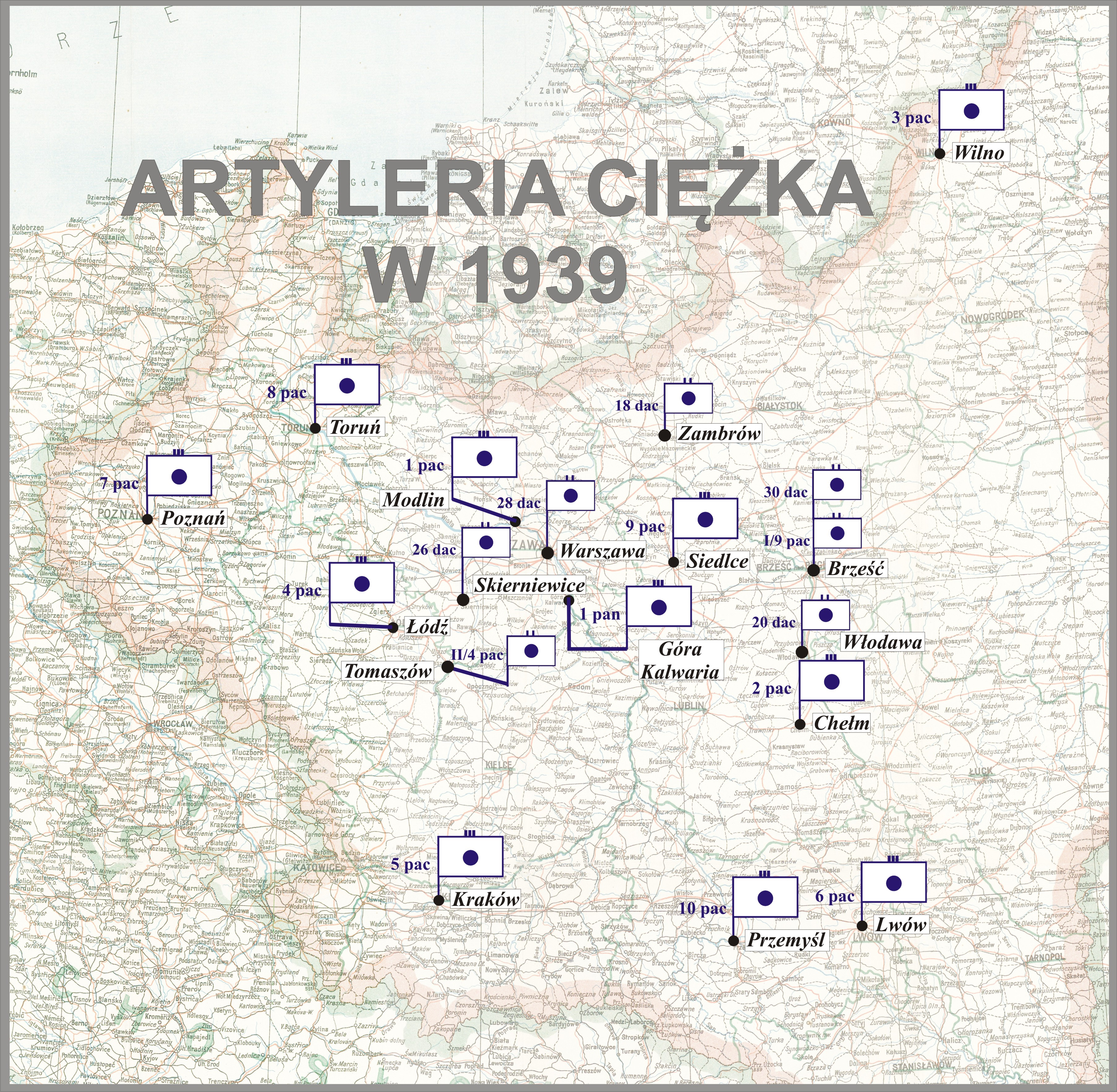
Artyleria ciężka w 1939 przed wybuchem II wojny światowej

30 dywizjon artylerii ciężkiej (30 dac) – pododdział artylerii ciężkiej Wojska Polskiego.

## Formowanie i zmiany organizacyjne
Dywizjon został sformowany w Brześciu nad Bugiem na podstawie rozkazu Ministerstwa Spraw Wojskowych L.5541/Org.tj.38 z 2 grudnia 1938 przez 3 pułk artylerii ciężkiej z Wilna i 2 pułk artylerii ciężkiej z Chełma.
Po zmobilizowaniu w dniu 23 marca 1939 przez 9 pułk artylerii ciężkiej 30 dywizjonu artylerii ciężkiej, istniały dwa dywizjony artylerii ciężkiej o tym samym numerze. 
W trakcie mobilizacji powszechnej w I jej rzucie przy wsparciu materiałowym 30 pułku artylerii lekkiej z 30 dac (pokojowego) w Brześciu nad Bugiem zmobilizowano II dywizjon 3 pułku artylerii ciężkiej.

## Organizacja i obsada personalna w 1939
| Obsada personalna w marcu 1939 | Obsada personalna w marcu 1939 |
| ------------------------------ | ------------------------------ |
| dowódca dywizjonu              | ppłk mgr Józef Lankau          |
| oficer zwiadowczy              | por. Stanisław Nawrocik        |
| dowódca plutonu łączności      | por. Ryszard Nowicki           |
| dowódca 1 baterii              | kpt. January Pastuszewski      |
| dowódca 2 baterii              | kpt. Stefan II Grzybowski      |
| dowódca 3 baterii              | kpt. Mikołaj Kunachowicz       |